# 卡尔·威廉·冯·内格里
卡尔·威廉·冯·内格里（德语：Carl Wilhelm von Nägeli，1817年3月27日—1891年5月11日）是一位瑞士植物学家。他研究细胞分裂和授粉，但主要以劝阻孟德尔继续探索遗传学而知名。

## 早年
内格里生于苏黎世附近的基尔希贝格，曾于苏黎世大学念医学。1839年起，他在日内瓦大学跟奥古斯丁·彼拉姆斯·德堪多学习植物学，1840年在苏黎世以一篇植物学论文毕业。他被马蒂亚斯·雅各布·施莱登所引导，关注植物的显微镜研究。

## 学术生涯
毕业后，他成为苏黎世大学无薪教师，后来当上了特职教授。1852年他填上了弗里堡大学植物学系主任的职位，1857年被提升为慕尼黑大学教授，在那儿任职直到去世。

## 贡献
据称是内格里于1842年首先在花粉形成过程中观察到细胞分裂。 不过，亨利·哈里斯对此表示质疑，他认为内格里并未观察到核分裂，并且直到1844年还未认识到细胞核在细胞生命中的重要性。1857年内格里首先描述了微孢子虫。(Texier et al, 2010, p.443).